# Silano
El silano o hidruro de silicio (IV), es un compuesto químico cuya fórmula es SiH4. Es el análogo del metano, pero derivado del silicio. Se presume que a temperatura ambiente el silano es un gas pirofórico —entra en combustión espontáneamente en la presencia de aire sin necesidad de una fuente de ignición—. Sin embargo hay quienes creen que el silano es estable y que la formación natural de silanos más grandes durante su producción es la que causa su piroforicidad. Por encima de los 420 °C el silano se descompone en silicio e hidrógeno y por lo tanto puede ser empleado en la deposición química de vapor de silicio.
De forma más general, un silano es cualquier análogo de los alcanos, pero derivado del silicio. Los silanos consisten en una cadena de átomos de silicio unidos covalentemente a átomos de hidrógeno. La fórmula general de un silano es SinH2n+2. Los silanos tienden a ser menos estables que sus análogos de carbono puesto que el enlace Si—Si es de menor energía que el enlace C—C. El oxígeno descompone los silanos porque el enlace Si—O es muy estable.
Existe una nomenclatura regular para los silanos. Cada nombre de los silanos consiste en la palabra silano precedida por un prefijo numérico (di, tri, tetra, etc.) correspondiente al número de átomos de silicio en la molécula. Así Si2H6 se nombra como disilano, Si3H8 es trisilano, etc. No existe prefijo para uno, SiH4 es simplemente silano. Los silanos también pueden ser llamados como cualquier otro compuesto inorgánico, así el silano es llamado tetrahidruro de silicio. Sin embargo con silanos de mayor tamaño molecular esta nomenclatura se vuelve muy complicada.
Un ciclosilano es un silano en forma de anillo, así como un cicloalcano es un alcano en forma de anillo.
También existen los silanos ramificados y los radicales derivados de los silanos. El radical SiH3–, es llamado sililo; el Si2H5–, es disilanilo; etc. Si hay un trisilano con un grupo sililo unido a átomo de silicio del medio, se obtiene un silil trisilano, de forma paralela a los alcanos.
Los silanos también pueden tener los mismos grupos funcionales que los alcanos, con el grupo -OH formará un silanol, y con un =Si=O será una silicona. En teoría existe un análogo de silicio para cada alcano.

## Producción
A nivel industrial el silano es fabricado a partir de silicio grado metalúrgico en un proceso de dos pasos. En el primero el silicio en polvo reacciona con ácido clorhídrico a una temperatura superior a 300 °C obteniendo triclorosilano HSiCl3 e hidrógeno gaseoso de acuerdo con la siguiente ecuación química:
Si + 3 HCl → HSiCl3 + H2
Posteriormente el triclorosilano se hace ebullir sobre un lecho de resina que posee un catalizador que promueve su disproporcionación a silano y tetracloruro de silicio de acuerdo con la siguiente reacción química:
4 HSiCl3 → SiH4 + 3 SiCl4
Los catalizadores más comunes empleados en esta reacción son los haluros metálicos, particularmente cloruro de aluminio.

Otra reacción posible
El ácido clorhídrico reacciona con el siliciuro de magnesio para producir hidruro de silicio.
Mg2Si+ 4HCl → 2MgCl2 + SiH4
También es utilizado en la odontología como (“primer “) cómo preparador de la cerámicas (fundas) antes de cementarlas en boca con los cementos adecuados, también para preparar algunas cerámicas que se hayan roto y posteriormente reparárlas , y/o también preparar las incrustaciones de cerámica  antes de colocarlas

## Aplicaciones

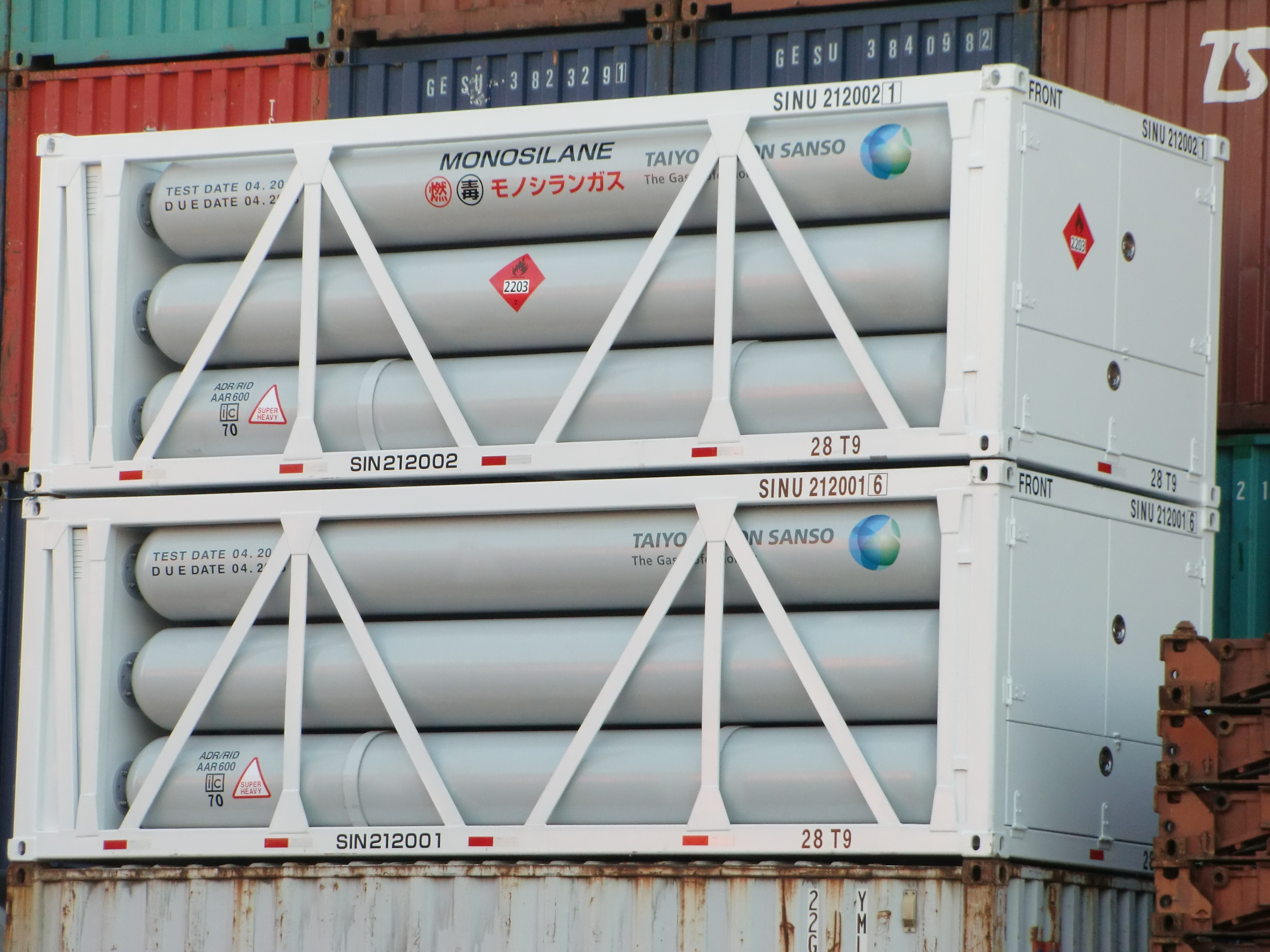
Contenedores de silano.

Existen varias aplicaciones médicas e industriales para el silano.
También son muy empleados los silanos organofuncionales conocidos comúnmente como solo silanos.
En la fabricación de los semiconductores, el silano es un gas precursor de silicio para el depósito de láminas y para el depósito químico en fase gaseosa.
El silano también se utiliza en la industria del vidrio para el depósito de láminas a base de silicio, sobre todo para la fabricación de los parabrisas atérmicos de los automóviles, los cuales dejan pasar la luz bloqueando por completo la radiación de calor.
En medio ambiente
El silano se emplea en la fabricación de silicio destinado a las células de los paneles solares. Existen dos tecnologías: silicio cristalino y láminas delgadas. En el primer método, los lingotes de silicio producidos a partir del silano se cortan en láminas muy finas y, después, se unen para formar una placa. En el segundo método, la célula fotovoltaica se forma gracias a las láminas, principalmente de silicio, depositadas sucesivamente sobre el soporte